# Альпін II (король піктів)
Альпін II (*Alpín mac Feredaig, д/н —780) — король піктів у 775—780 роках.

## Життєпис
Вважається, що був сином Вуредаха (Ферадаха) мак Селбаха, принца Дав Ріад, онуком дал-ріадського короля Селбаха мак Ферхайра. У 775 році після смерті зведеного брата короля Кініода I.
Дотримувався мирних стосунків з королівством Дал Ріада. Водночас перейшов у наступ проти королівства Нортумбрія, де почалася боротьба за владу. У 778 році надав притулок поваленому королю Етельреду I. Надалі намагався захопити Лотіан, де мешкали південні пікти. Проте Альпін II не зміг досягти певного успіху. Йому спадкував небіж Талоркан II.